# Rhodosoma turcicum
Rhodosoma turcicum is een zakpijpensoort uit de familie van de Corellidae. De wetenschappelijke naam van de soort is voor het eerst geldig gepubliceerd in 1816 door Savigny.